# Пустинна кобра
Пустинната кобра (Walterinnesia aegyptia) е вид змия от семейство Аспидови (Elapidae). Видът не е застрашен от изчезване.

## Разпространение и местообитание
Разпространен е в Египет, Израел, Йордания и Саудитска Арабия.
Обитава пустинни области, места с песъчлива почва, планини, възвишения, хълмове, поляни, дюни и степи.

## Описание
Популацията на вида е намаляваща.